# Бад-Нойенар-Арвайлер
Бад-Нойенар-Арвайлер (нем. Bad Neuenahr-Ahrweiler) — город в Германии, районный центр, расположен в земле Рейнланд-Пфальц.
Входит в состав района Арвайлер. Население составляет 27 398 человек (на 31 декабря 2010 года). Занимает площадь 63,40 км². Официальный код — 07 1 31 007.
Город подразделяется на 13 городских районов.

## Достопримечательности
- Белая башня — памятник архитектуры XIII века. Краеведческий музей города и долины реки Ар.

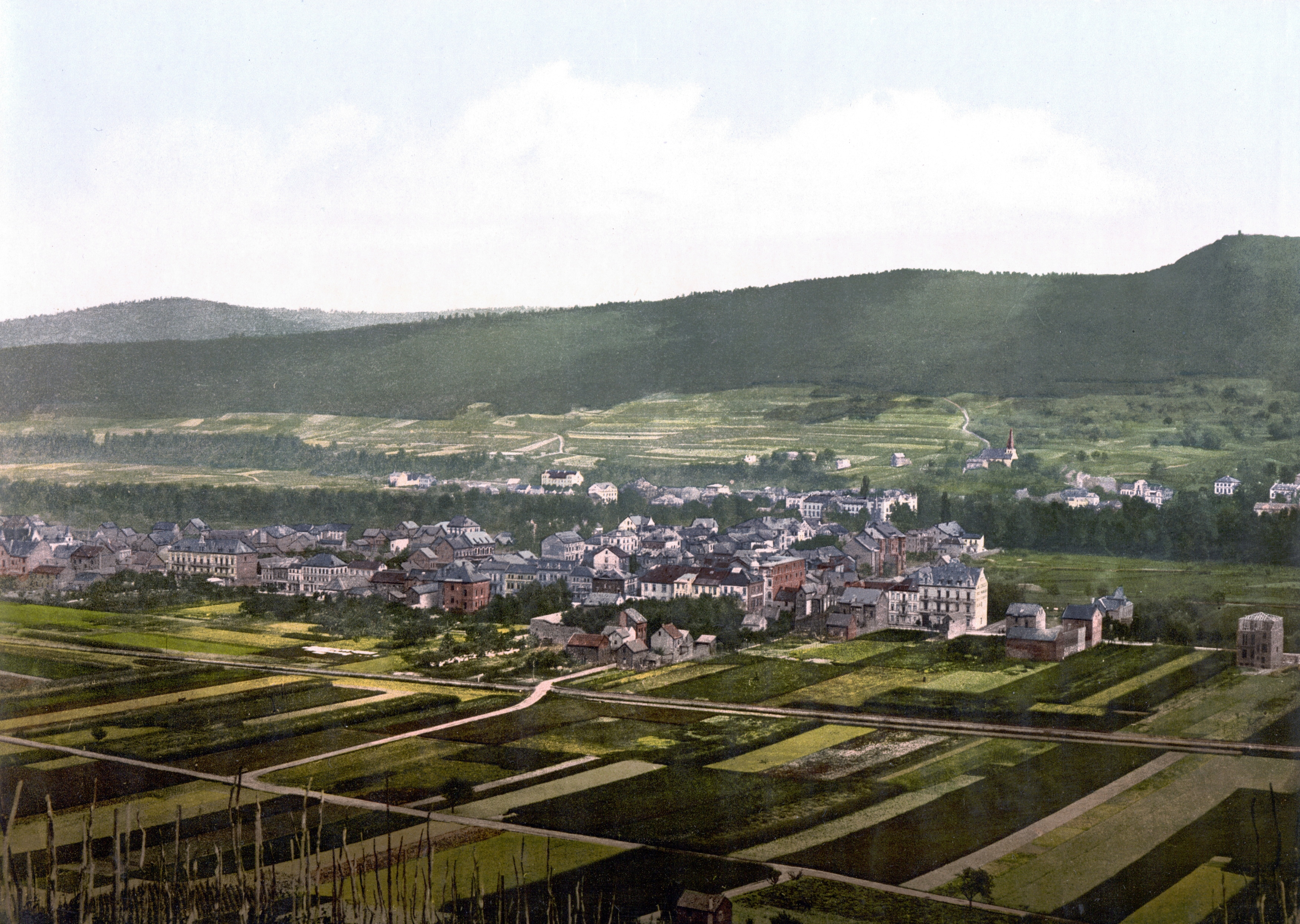
Бад-Нойенар-Арвайлер
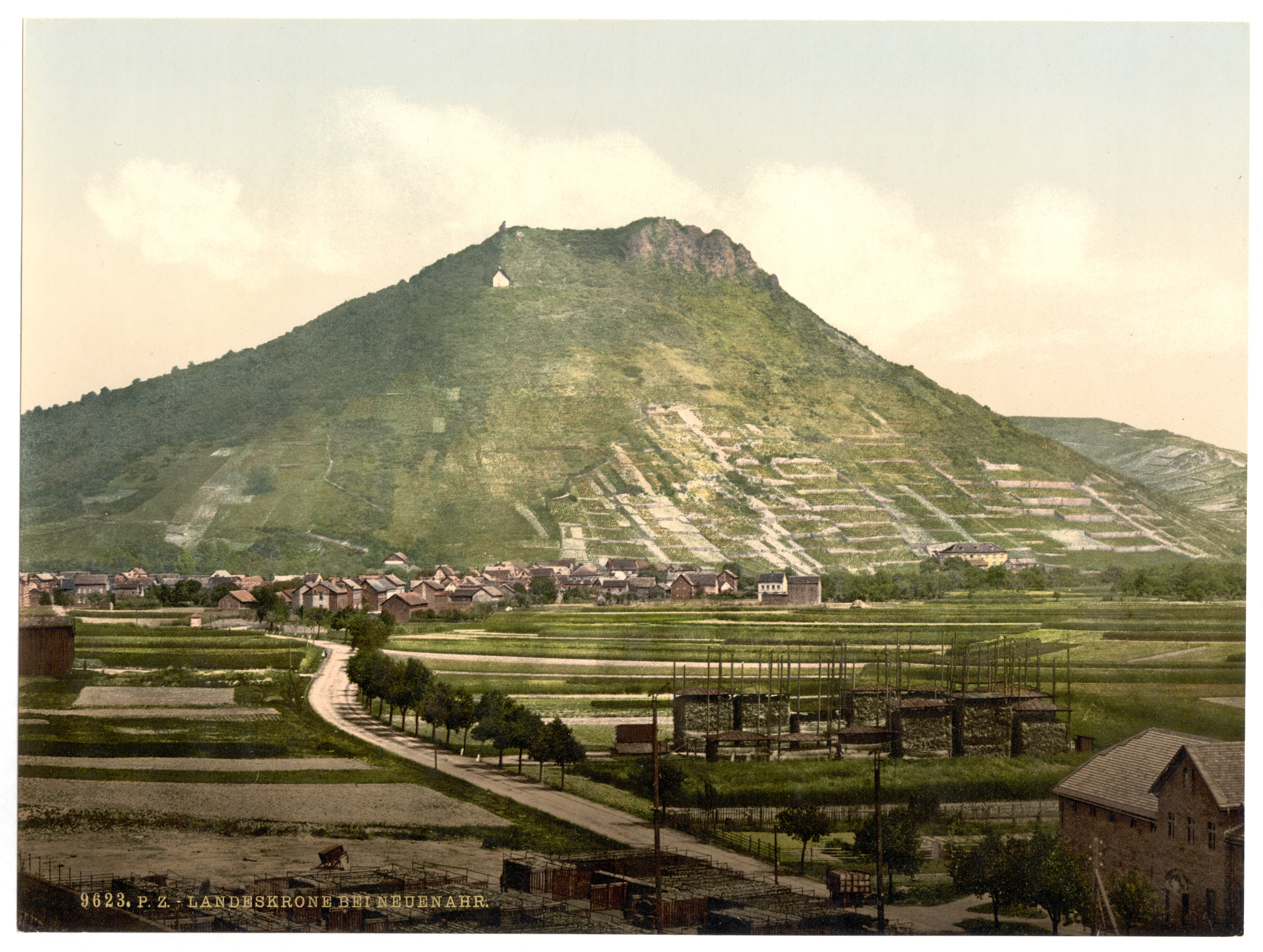
Бад-Нойенар-Арвайлер